# Sinhala Maha Sabha
Il Sinhala Maha Sabha (in singalese: සිංහල මහා සභා) fu un partito politico in Sri Lanka (all'epoca Ceylon) fondato da Solomon West Ridgeway Dias Bandaranaike nel 1934-35, per promuovere la cultura e gli interessi della comunità cingalese.